# 포스틸 야구단
포스틸 야구단은 1977년부터 2002년까지 존재했던 실업 야구단이다. 기업은행 선수단을 인계받아 초창기 부족했던 선수를 공급받았으며, 한국실업야구 사상 처음으로 고과연봉제도를 도입하기도 했다. 제 20회 전국실업야구 대회 준우승 달성 후 리그 축소로 인한 선수 수급 문제로 인해 해체되었다.
한편, 전국체전 당시 야구 경북 대표로 참가했으나 포항제철 광양제철소가 세워진 후 뒷날 야구 전남 대표로 참가(98년까지)하기도 했다.

## 역대 코치
- 오성규

## 주요 선수
- 김용희
- 배대웅
- 양승관
- 윤동균
- 장효조
- 천창호
- 함학수
- 성낙수
- 박재용
- 이군노
- 기세봉
- 이광은
- 김우근
- 김우석
- 조현
- 표성일
- 장보성
- 강석민
- 송민수
- 박철홍
- 황윤수
- 박관수
- 박정수
- 주영진
- 김성국
- 배성일
- 김상엽
- 유태중
- 신언호
- 신태중
- 하득인
- 박상열